# Леголенд
Леголенд (енгл. Legoland; стилизовано LEGOLAND) је ланац породичних забавних паркова који се усредсређују на грађевинске играчке бренда Lego. Власник Леголенда је британско предузеће Merlin Entertainments. Први Леголенд отворен је 1968. у Билуну.

## Паркови
Тренутно ради 11 Леголенд паркова, док су додатна 4 у изградњи. 